# Péntek Márta
Péntek Márta (1965) a Magyar Tudományos Akadémia doktora,  professzor, egyetemi tanár, Egészségügyi Közgazdaságtan Kutatóközpont (HECON), Egyetemi Kutató és Innovációs Központ (EKIK), Óbudai Egyetem (ÓE), Budapest , ÓE Innováció Menedzsment Doktori Iskola, törzstag.

## Diplomák, végzettségek
Péntek Márta általános orvos (Semmelweis Egyetem), szakorvos (reumatológia, fizioterápia).

## Tudományos Fokozatok
Doktori fokozat (PhD): Semmelweis Egyetem Általános Orvostudományi Kar (2008)

Habilitáció: A Pécsi Tudományegyetemen habilitált 2013-ban.

MTA doktora: A Magyar Tudományos Akadémia Doktora fokozatot szerzett 2022-ben.

## Szakmai tagságok és tapasztalatok
2009-2020 között a Budapesti Corvinus Egyetem Egészségügyi Közgazdaságtani Tanszékén előbb egyetemi adjunktus, majd egyetemi docens, majd 2015-től egyetemi tanár. 

2015 – 2016 és 2018 – 2020 között a Budapesti Corvinus Egyetemen (BCE) a Gazdálkodástani Doktori Iskola (Doctoral School of Business and Management) törzstagja volt. 2016 –2017 között törzstag volt a Budapesti Corvinus Egyetem Közgazdasági és Gazdaságinformatikai Doktori Iskolában. 2024 óta az Óbudai Egyetem Innováció Menedzsment Doktori Iskola törzstagja. 

Témavezetésével és társtémavezetésével 2014 és 2021 között 6 PhD hallgatója sikeresen védett a BCE Gazdálkodástani Doktori Iskolában (Doctoral School of Business and Management), Egészségügyi menedzsment specializációban, 2 hallgatója a Semmelweis Egyetem Doktori Iskolájában; 1 hallgatója pedig az Amszterdami Egyetemen.

## Kutatási Projektek
Kutatási területe az egészséggel összefüggő életminőség mérése és értékelése, betegségteher vizsgálatok:

- Az egészség-nyereség mérése, egyéni és társadalmi értékelése

- Egészséggel összefüggő életminőség krónikus betegségekben

- Orvostechnikai eszközök, egészségügyi és szociális robotok fejlesztésének, klinikai vizsgálatainak és alkalmazásának életminőség vonatkozásai

- Életminőség kérdőívek validálása

- Betegség-teher vizsgálatok krónikus betegségekben, a beteg családtagjainak gondozással összefüggő életminősége (informális gondozás)

- Egészséggel kapcsolatos döntéshozatal, egyéni és társadalmi preferenciák

- Orvostechnikai eszközök, egészségügyi és szociális robotok fejlesztésének, klinikai vizsgálatainak és alkalmazásának életminőség vonatkozásai.

Vezetésével kifejlesztették standard életminőség mércék magyar nyelvű verzióját és validálták azokat, illetve lakossági normaértékeket hoztak létre a mércékkel (ICECAP-A. ICECAP-O, CarerQol, EHEALS, PAM, MSK-HQ, PREM).

 Kifejlesztették az egészség-gazdaságtani elemzésekhez is használható életminőség mércék magyarországi hasznosság értékkészletét (EQ-5D-5L, EQ-5D-3L, ICECAP-A, CarerQol).

Eddig 7 nemzetközi és 5 hazai sikeres kutatási pályázat vezetője, illetve hazai koordinátora volt. 

2018-2019 között a Felsőoktatási Intézményi Kiválóság Program (FIKP): „Egészségügy, társadalmi teher: jelenlegi és jövőbeli innovációk igénye és értékelése”  kutatási program vezetője volt. 

Jelenleg az ERA-NET (Horizon 2020) finanszírozású BUR-EB nemzetközi kutatási program hazai vezetője (http://www.burqol-rd.com/), de részt vett korábban az ugyancsak EU finanszírozású BURQOL-RD kutatási programban (http://www.burqol-rd.com/), mely a ritka betegségek területén végzett életminőség és betegségteher kutatásokat. Az NKFIH Tématerületi Kiválóság Program keretében elnyert  „Innovatív és digitális egészségipari technológiák fejlesztése és értékelése”  kutatási pályázat alprojektvezetője.

## Kitüntetések / elismerések
2024 Fényes Elek díj 
  
2023 Az év kutatója, Óbudai Egyetem 

2021 Az év legtöbbet idézett kutatója, Óbudai Egyetem 

2012 Év oktatója (BCE, Egészségügyi Közgazdaságtan Diákkör) 

2016 Kutatási Kiválóság Díj (BCE) 

2024 A Magyar Érdemrend tisztikeresztje

## Közélet
Az EuroQol Group nemzetközi kutatócsoport rendes megválasztott tagja. 
 
A Magyar Közgazdasági Társaság (MKT) Egészségügy Egészség- és egészségügy-gazdaságtani Szakosztályának elnöke 2014 óta. 
 
Az IEEE tagja. 

A Magyar Reumatológusok Egyesülete tagja.

## Publikációk
Eddig (2024 július) több mint 400 tudományos közleményt publikált, melyekre a független citációk száma meghaladja a 2500-at. A The European Journal of Health Economics vendégszerkesztője volt 2019-ben. 

MTMT:  https://m2.mtmt.hu/gui2/?type=authors&mode=browse&sel=authors10002852 

Google Scholar: https://scholar.google.com/citations?user=ZWupKeEAAAAJ&hl=en 